# Langdistanceløb
 Der er for få eller ingen kildehenvisninger i denne artikel, hvilket er et problem. Du kan hjælpe ved at angive troværdige kilder til de påstande, som fremføres i artiklen.

Langdistanceløb er discipliner indenfor atletikken som går fra 5.000 meter til ultraløb.

## Discipliner
- 5.000 meter (5 km)
- 7.532 m (dansk mil)
- 5 miles (8.047 m)
- 10.000 meter (10 km)
- 15 km
- 20 km
- Halvmaraton
- 25 km
- 30 km
- Maraton
- 24-timers løb
- Ultraløb

Desuden kan disciplinerne Lang- og Kort Cross også regnes for langdistanceløb.